# Maurizio Trifone
Maurizio Trifone (Roma, 10 ottobre 1953) è un linguista e lessicografo italiano.

## Biografia
Trifone è stato professore ordinario di Linguistica italiana nell'Università degli studi di Cagliari dal 2005 al 2024.
Dal 2025 tiene l’insegnamento di Linguistica italiana sempre nell’ateneo cagliaritano in qualità di esperto di alta qualificazione.
Dal 1995 al 2005 ha insegnato nell'università per stranieri di Siena. 
Allievo di Maurizio Dardano, ha condotto indagini su vari aspetti e momenti della storia linguistica italiana. In particolare, si è occupato del processo di toscanizzazione del romanesco tra Quattrocento e Cinquecento, portando alla luce un'ingente quantità di documenti inediti dell'Archivio di Stato di Roma risalenti a quel periodo ("Le carte di Battista Frangipane", 1998; "Lingua e società nella Roma rinascimentale", 1999; "Carte mercantili a Roma tra '400 e '500", 2003).
Un quadro d’insieme dei rapporti che legano il lessico del latino a quello dell’italiano è offerto in una serie di studi che mettono in luce la peculiarità dell’italiano nel panorama delle lingue romanze (“Dal latino all’italiano: una storia di parole”, 2019; “L’eredità latina nel lessico italiano”, 2023; “Lo latino è perpetuo”, 2024).
Sul versante della lingua contemporanea Trifone ha esplorato il linguaggio dei giovani tossicodipendenti della periferia romana, individuando gli elementi di specificità del "tossichese" rispetto al "giovanilese" e mettendo in luce alcuni aspetti del neoromanesco (“Aspetti linguistici della marginalità nella periferia romana”, 1993).
Il rapporto tra lingua e identità è al centro di uno studio sul linguaggio burocratico, analizzato nei diversi momenti storici e soprattutto nelle sue implicazioni sociali (“Il linguaggio burocratico”, 2006).
Al tema degli anglicismi nell’italiano contemporaneo sono dedicati alcuni saggi (“Tradurre o non tradurre le parole straniere”, 2023; “Dal morbus anglicus allo tsunami anglicus”, 2024; "Itanglese", 2025) e le schede “Per dirlo in italiano” sul Nuovo Devoto-Oli.
Nel settore della lessicografia Trifone ha investigato il “Vocabolario nomenclatore” (1909-1912) di Palmiro Premoli, di cui ha evidenziato i caratteri innovativi e la straordinaria ricchezza lessicale (“Ordine analogico e retrodatazioni. A proposito del «Vocabolario Nomenclatore» di Palmiro Premoli”, 1994).
Incentrati sul vocabolario di base sono due saggi in cui Trifone ha messo in rilievo i limiti insiti nei lessici di base esistenti e ha enucleato alcune linee di intervento per una messa a punto dei criteri di selezione e classificazione delle parole fondamentali dell'italiano (“Carbonaio è una parola di alto uso? Riflessioni sul Vocabolario di base e sul Dizionario di base della lingua italiana", 2007; “Cecoslovacco e iugoslavo sono ancora parole di base? Appunti sul Nuovo vocabolario di base della lingua italiana”, 2023).
Trifone è autore de Il Devoto-Oli dei Sinonimi e Contrari, pubblicato dalla Le Monnier nel 2013. Con Luca Serianni ha curato a partire dal 2004 il Devoto-Oli. Vocabolario della lingua italiana, opera di cui dall'edizione del 2017 è coautore.
Dal 1981 al 1997 ha curato, insieme con Antonella Sangregorio, la parte lessicografica della Piccola Treccani, dizionario enciclopedico in 12 volumi dell'Istituto della Enciclopedia Italiana, uscito tra il 1993 e il 1997. Trifone ha dato il proprio contributo anche alla stesura di altri dizionari della lingua italiana, come il Garzanti (1987) e lo Zingarelli (1994).
Nel campo della didattica dell'italiano L2 ha realizzato, insieme con Antonella Filippone ed Andreina Sgaglione, un corso di lingua italiana per stranieri, Affresco italiano, edito da Le Monnier-Mondadori, articolato in 6 volumi corrispondenti ai 6 livelli (dal livello A1 al livello C2) del Quadro comune europeo di riferimento per le lingue.
Con Andreina Sgaglione ha pubblicato per Le Monnier-Mondadori Il nuovo affresco italiano in 4 volumi (dal livello A1 al livello B2) e L'italiano in testa  in 4 volumi (dal livello A1 al livello B2), per l’editore greco Ornimi Italia sempre, corso di cultura italiana per studenti stranieri in 2 volumi (livelli A2-B1 e B2-C1).
Dal 2000 al 2005 Trifone è stato direttore del Centro linguistico nell'Università per stranieri di Siena e ha tenuto corsi di formazione per docenti di italiano in Australia, Canada, Stati Uniti, Messico, Cuba, Venezuela, Argentina, Cile e in diversi paesi europei.
Dal 2006 al 2018 è stato direttore della rivista «Letterature straniere &», pubblicata da Carocci editore e poi da Aracne editrice.

## Opere principali
- Aspetti linguistici della marginalità nella periferia romana, Annali dell'Università per stranieri di Perugia (supplemento al n. 18), Guerra Edizioni, Perugia, 1993, pp. 207
- Ordine analogico e retrodatazioni. A proposito del «Vocabolario Nomenclatore» di Palmiro Premoli, in «Nuovi Annali della Facoltà di Magistero dell'Università di Messina», 12 (1994), pp. 135–236
- Le carte di Battista Frangipane (1471-1500), nobile romano e mercante di campagna, Universitätsverlag C. Winter, Heidelberg, 1998, pp. 531  (Collana Studia Romanica, vol. n. 93)
- Lingua e società nella Roma rinascimentale. I. Testi e scriventi, Franco Cesati Editore, Firenze, 1999, pp. 717
- Carte mercantili a Roma tra '400 e '500, Betti Editrice, Siena, 2003, pp. 238
- Il linguaggio burocratico, in Lingua e identità. Una storia sociale dell'italiano, a cura di P. Trifone, Roma, Carocci, 2006, pp. 213-240
- “Carbonaio” è una parola di alto uso? Riflessioni sul “Vocabolario di base” e sul “Dizionario di base della lingua italiana”, in «Studi di Lessicografia italiana», XXIV (2007), pp. 265–300
- (con Antonella Filippone e Andreina Sgaglione) Affresco italiano. Corso di lingua italiana per stranieri, 6 voll. (livelli A1, A2, B1, B2, C1, C2), Le Monnier-Mondadori, Firenze-Milano, 2007-2012
- Il Devoto-Oli dei Sinonimi e Contrari. Con analoghi, generici, specifici, inversi e gradazioni semantiche, Le Monnier-Mondadori, Firenze-Milano, 2013, pp. 1536
- (con Luca Serianni) Nuovo Devoto-Oli. Il vocabolario dell'italiano contemporaneo, Le Monnier-Mondadori, Firenze-Milano, 2017, pp. 2559
- (con Andreina Sgaglione) il Nuovo Affresco italiano. Corso di lingua italiana per stranieri, 4 voll. (livelli A1, A2, B1, B2), Le Monnier-Mondadori, Firenze-Milano, 2015-2019.
- Dal latino all’italiano: una storia di parole, in “Rhesis, International Journal of Linguistics, Philology and Literature. Linguistics and Philology”, 10.1, 2019, pp. 137-221.
- Dizionari, sinonimia e marche d’uso, in “Italianistica Debreceniensis”, XXV (2020), pp. 108-122.
- (con Andreina Sgaglione) Italia Sempre. Corso di cultura italiana per studenti stranieri, 2 voll. (livelli A2-B1 e B2-C1), Ornimi editore, Atene, 2021-2023.
- (con Andreina Sgaglione) L'italiano in testa. Corso di lingua italiana per stranieri, 4 voll. (livelli A1, A2, B1, B2), Le Monnier-Mondadori, Firenze-Milano, 2021-2024.
- L’eredità latina nel lessico italiano, Cesati editore, Firenze, 2023, pp. 548.
- “Cecoslovacco” e “iugoslavo” sono ancora parole di base? Appunti sul Nuovo vocabolario di base della lingua italiana, in “Carte di viaggio”, 2023, XVI, pp. 75-97.
- Tradurre o non tradurre le parole straniere, in “Italianistica Debreceniensis”, 2023, XXIX, pp. 8-37.
- Lo latino è perpetuo. Parole attuali di una lingua antica, Carocci editore, Roma, 2024, pp. 218.
- Dal morbus anglicus allo tsunami anglicus, in La lingua dal basso. Studi per Pietro Trifone, a cura di Silvia Capotosto ed Emiliano Picchiorri, Franco Cesati editore, Firenze, 2024, pp. 137-52.
- Itanglese. Storie di parole da "abstract" a "wine bar", Carocci editore, Roma, 2025, pp. 253.